# Marguerite Bastien
Marguerite Bastien (Anderlecht, 15 mei 1950) was een Belgisch magistraat en politica voor het FN en vervolgens het FNB.

## Levensloop
Licentiaat in de rechten, werd Bastien met de steun van Philippe Moureaux parketmagistraat in Brussel. Ze werd vervolgens rechter in de Arbeidsrechtbank en raadsheer in het Arbeidshof. Ze maakte zich los van haar socialistische bindingen en werd een intimus van de liberaal Jean Gol. Ze schreef veel teksten voor de PRL. Ze evolueerde nog verder en in 1995 werd ze verkozen tot Volksvertegenwoordigster voor het arrondissement Brussel op een kieslijst van het Front National. Ze werd al direct uitgesloten uit de partij en ze stichtte een nieuwe partij: Front nouveau de Belgique (FNB) in 1996. Op een lijst van deze partij werd ze in 1999 verkozen voor de Raad van het Brussels Hoofdstedelijk Gewest .
In 2001 verliet ze de door haar gestichte partij en werd onafhankelijk volksvertegenwoordiger. In 2003 werd haar parlementaire onschendbaarheid opgeheven, nadat ze in verdenking was gesteld voor het verspreiden van racistische pamfletten. In 2004 eindigde haar parlementaire loopbaan in het Raad van het Brussels Hoofdstedelijk Gewest. In 2009 werd ze daadwerkelijk veroordeeld op basis van de wet d.d. 30 juli 1981. Ze ging echter meteen in beroep maar de zaak zal wellicht nooit beslecht worden. Het dossier is immers in rook opgegaan, in de brand die het gerechtsgebouw in januari 2012 heeft geteisterd. De Procureur-generaal zag zich genoodzaakt de zaak sine die uit te stellen.
Marguerite Bastien heeft de politiek ondertussen al jaren geleden vaarwel gezegd en zich gevestigd in Vlaanderen.